# Marigny, Saône-et-Loire
Marigny är en kommun i departementet Saône-et-Loire i regionen Bourgogne-Franche-Comté i östra Frankrike. Kommunen ligger i kantonen Mont-Saint-Vincent som tillhör arrondissementet Chalon-sur-Saône. År 2022 hade Marigny 164 invånare.

## Befolkningsutveckling
Antalet invånare i kommunen Marigny
| Referens: INSEE |